# ميان بازور
ميان‌ بازور هي قرية في مقاطعة هريس، إيران. عدد سكان هذه القرية هو 80 في سنة 2006.